# 静寄庐
36°03′34.5″N 120°18′25″E / 36.059583°N 120.30694°E
“静寄庐”位于中国山东省青岛市市南区太平路75号，建于1912年，为清末富商刘锦藻在青岛修建的寓所。

## 历史

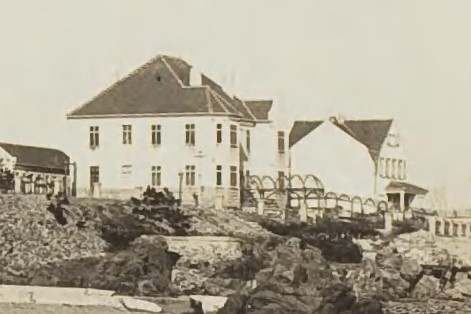
第一次日占时期1910年代的静寄庐与右侧的太平路73号

辛亥革命后，众多前清官商携家眷到当时尚为德国势力范围的青岛避居。1912年4月，浙江富商刘锦藻到青岛，与吴郁生等人游览崂山，感叹道“余向登烟台，乐其山清海旷，此地更盛”，便计划在青岛购地建宅居住。5月，刘锦藻重返青岛，在青岛湾畔的“黑岚山”购地建宅，同年腊月建成，取名“静寄庐”，并作《静寄庐落成喜赋》。
刘锦藻在青岛游山玩水、咏诗作赋之余，续修《清续文献通考》，编修南浔刘氏家谱，并与周馥、吕海寰、徐世昌等一众前清官员交游甚密。徐世昌在其日记中记录1913年8月30日午后到访刘锦藻宅第，名士王舟瑶在青岛时也曾作《题刘澄如同年静寄庐》诗二首。1913年，刘锦藻将四子刘承植送入静寄庐西侧不远处的德华大学预科班学习德语。除静寄庐外，刘锦藻还拥有今中山路101-105号等地产。1914年6月，刘锦藻被任命为参政院参政，虽经当时已任国务卿的徐世昌及周馥等人劝说，刘锦藻坚辞不受。
1914年7月一战爆发后，刘锦藻原以为青岛不至于成为战场，8月末日本对德国宣战、封锁青岛海路后，才与家眷匆忙乘火车逃往上海。日德青岛战役结束后，刘锦藻得知“寓宅无恙，乃大幸也”，但从此再未踏足青岛，仅在1927年3月由上海乘船北上大连探望女儿从青岛经过时，于船上“泊视静寄庐”。

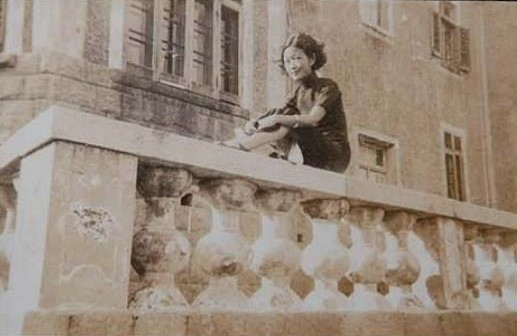
张充和1936年在静寄庐院内留影

刘锦藻一家离青后，在静寄庐设分账房管理在青产业，同时将静寄庐用于出租或留给家人亲友旅青使用。其长子刘承干在《求恕斋日记》中记叙，1935年夏“乘车至太平路75号静寄庐，忆已未到此倏十七年矣。万瓦鳞鳞，其宏丽向不如前”。1936年7月，张充和与大弟张宗和到青岛度假，经朋友許寶騄介绍在静寄庐一间向南的大房间里借宿，张宗和曾记述：“房子很大，就是太旧了。墙上有斑点，抽水马桶不灵，浴缸的管子也破了，纱窗一碰就破。”
1945年抗战结束后，太平路75号为山东省田赋粮食管理处青岛储运处所使用。1949年4月，山东省田赋粮食管理处由上海迁至此处，同年6月2日由解放军青岛市军管会接管。太平路75号现为民居。

## 建筑特色
“静寄庐”坐落于高出路面5米的山坡上，楼高2层，体量方正，花岗岩筑基，红瓦四坡屋顶，正立面两端分别凸出角楼和山墙。楼前院落内建有观景平台，条石铺地，边缘设宝瓶栏杆与花园相隔，栏杆角柱雕有动植物吉祥纹样。